# Michel Ney
Michel Ney, vévoda z Elchingenu, kníže moskevský (10. ledna 1769, Saarlouis, Sársko – 7. prosince 1815, Paříž) byl francouzský maršál doby prvního císařství. Napoleon Bonaparte ho nazýval „le brave des braves“ (nejstatečnější ze statečných).

## Život
Ney se narodil jako syn chudého bednáře v tehdy francouzském, dnes německém městě Saarlouis. Jeho rodný dům na Bierstraße (Pivní ulici) č. 13 je dodnes zachován jako místní pamětihodnost.
V roce 1788 vstoupil jako prostý vojín do husarského pluku a při vypuknutí Velké francouzské revoluce byl poddůstojníkem. Roku 1792 se stal kapitánem a roku 1796 brigádním generálem. Roku 1799 překvapivým výpadem dobyl Mannheim, za což byl povýšen na divizního generála. Poté bojoval pod André Massenou ve Švýcarsku a následně pod Moreauem v Německu (včetně bitvy u Hohenlinden roku 1800). Po uzavření Lunevillského míru byl vyslancem ve Švýcarsku. Od roku 1802 žil Michel Ney ve spokojeném manželství – jeho ženou se stala Aeglé-Louise Auguié, dcera bývalé komorné královny Marie Antoinetty. V roce 1804 jmenoval Napoleon Neye maršálem Francie. Byl to on, kdo zahájil tažení roku 1805 – porazil arcivévodu Ferdinanda u Günzburgu 10. října 1805 a zasloužil se hlavním dílem o kapitulaci rakouské armády generála Karla Macka v Ulmu, když 14. října 1805 uzavřel obklíčení ulmské pevnosti vítěznou bitvou u Elchingenu. Za tento počin byl jmenován vévodou z Elchingenu.

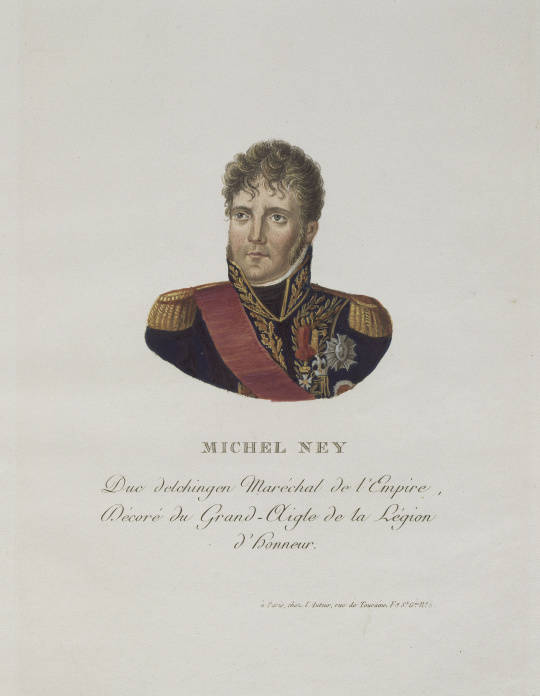
Michel Ney

V tažení roku 1806 velel 6. sboru a opakovaně se vyznamenal svým razantním postupem a osobní odvahou. Pronásledoval Prusy po bitvě u Jeny, obsadil Erfurt a Magdeburg. V roce 1807 bojoval v bitvě u Jílového a u Friedlandu. 1808 doprovázel císaře do Španělska. Roku 1811 se po konfliktu s maršálem Andrém Massénou, který byl jeho nadřízeným při tažení do Portugalska proti Wellingtonově britské armádě, stáhl do soukromí. Až roku 1812 dle rozkazu převzal velení 3. sboru Grande Armée (Velké armády). Na ruském tažení se Ney vyznamenal mnohokrát, mj. v bitvě u Smolenska, zejména však v bitvě u Borodina, kdy mu byl večer po krvavém boji předán titul knížete moskevského (prince de la Moskova). Při ústupu zbytků francouzských vojsk z Ruska velel Ney zadnímu voji a svou statečností, klidem i taktickými schopnostmi si získal obdiv nejen svých, ale i ruských vojáků. O jeho urputnosti svědčí i tato epizoda: …když vtáhl jako poslední ze zadního voje do pruského Gumbinnen, těsně před doléhajícími kozáky, v důstojnickém kasinu zmrzlého, unaveného a umazaného maršála nikdo nepoznal a důstojníci jej chtěli vyhodit na ulici. Ney stoickým klidem prohlásil: „pomalu pánové, nepoznáváte mě? Já jsem zadní voj velké armády, já jsem Michel Ney“.

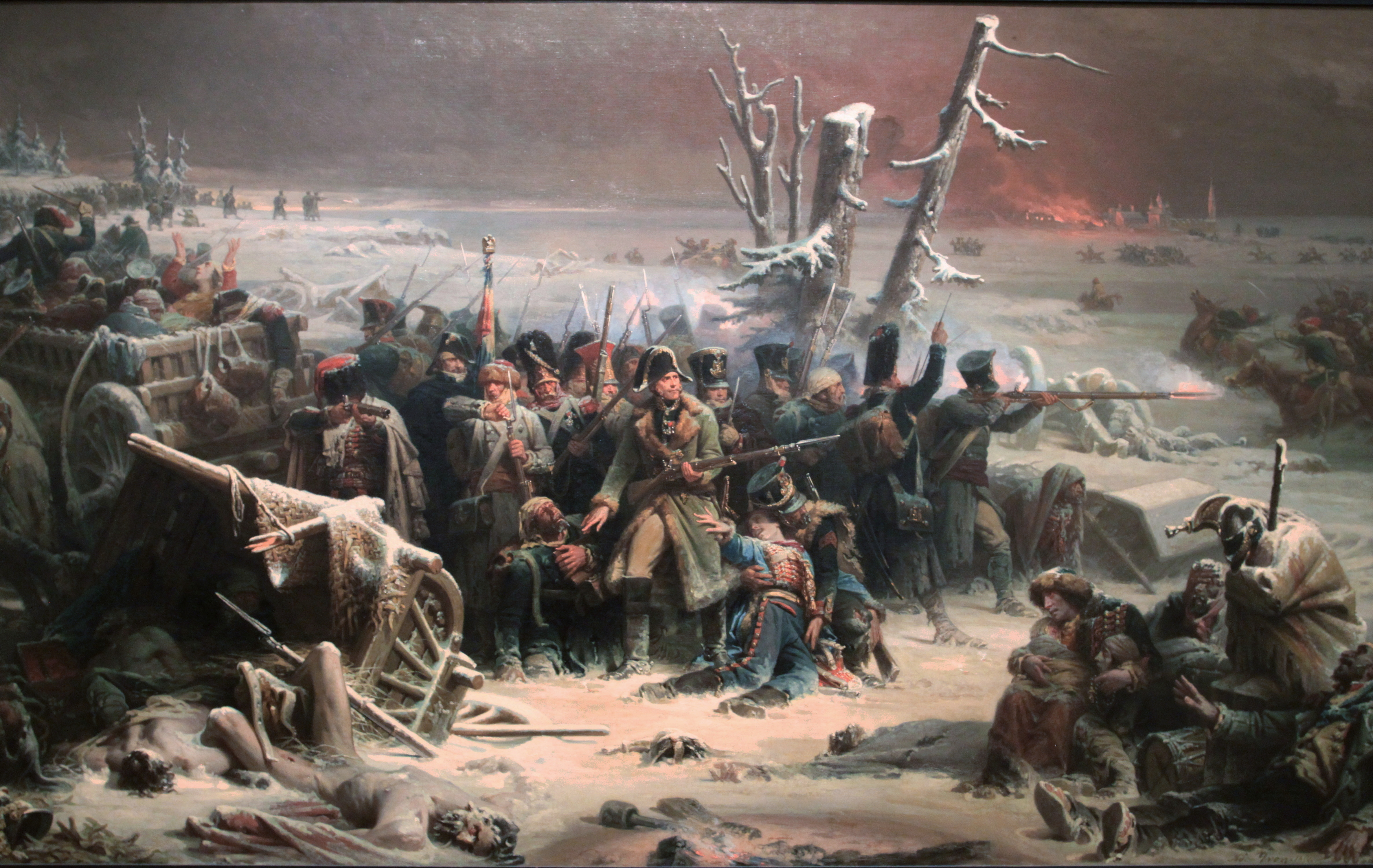
Maršál Ney při ústupu Grande Armée z Ruska (1812). Autor: Adolphe Yvon.

Roku 1813 velel u Budyšína na severu umístěnému levému křídlu a neuskutečnil Napoleonem zamýšlený obchvat spojeneckých vojsk. Poté táhl do Slezska, kde byl Blücherem přinucen ustoupit od Lehnice. Poté pomohl při vítězství u Drážďan (26. a 27. srpna 1813).
Po porážce Charlese Oudinota u Grossbeeren byl jmenován velitelem sil usilujících o proniknutí k Berlínu, ale byl Friedrichem Bülowem rovněž poražen u Dennewitz (6. září 1813). Roku 1814 byl Ney velitelem císařské gardy a bojoval u Brienne, Montmirailu, Craonne a Châlons-sur-Marne s příkladnou statečností. Po pádu Paříže nutil Napoleona k abdikaci a následně přešel k Bourbonům. Ludvík XVIII. ho jmenoval pairem a předal mu velení 6. divize. Po návratu Napoleona z Elby velel vojsku, které mělo Napoleona zajmout, avšak místo toho vstoupil opět do jeho služeb. Byl jmenován vrchním velitelem levého křídla o síle 38 000 mužů (1. a 2. sboru), ale počínal si velmi váhavě a pasivně v bitvě s britskou armádou 15. a 16. června 1815 u Quatre-Bras, čímž nezabránil spojení Angličanů s pruským vojskem a de facto spoluzapříčinil porážku Severní armády u Waterloo (18. června 1815).
Ve vlastní bitvě u Waterloo bojoval statečně, ale netakticky jako smyslů zbavený – 6 koní pod ním bylo zabito, on však útočil dál jako pěšák. Nakonec vedl i Starou gardu do rozhodujícího útoku, který selhal. Přestože mu blízcí radili, aby emigroval a ministr vnitra Joseph Fouché mu dokonce opatřil cestovní pas, váhal Ney s útěkem. 3. srpna 1815 byl zatčen a 8. listopadu postaven před válečný soud. Vojenský tribunál se však prohlásil za nekompetentní soudit člena komory pairů, a tak byl Ney odsouzen 6. prosince 1815 komorou pairů pro velezradu (důvodem bylo to, že přešel k Napoleonovi během jeho návratu z Elby) k trestu smrti. Ten byl vykonán zastřelením 7. prosince 1815 v pařížských Lucemburských zahradách.
Jeho posledním přáním bylo, aby směl sám velet své popravčí četě. Během popravy osvědčil naposledy svou chladnou mysl a proslulou statečnost. V místě provedené exekuce stojí dnes památník vytvořený Françoisem Rudem znázorňující maršála Neye se šavlí v ruce. Podle Victora Huga se jednalo o nejkrásnější sochu v Paříži. Je pohřben na pařížském hřbitově Père-Lachaise. 

## Rodina
V roce 1802 se oženil s Aglaé Louise Auguié de Lascans (1782–1854), která pocházela ze šlechtické rodiny a byla neteří revolučního politika a diplomata Edmonda Charlese Geneta. Jako Neyova manželka byla později kněžnou moskevskou a dvorní dámou císařoven Josefíny a Marie Luisy. Z jejich manželství pocházeli čtyři synové, tři z nich později dosáhli vysokého postavení v době druhého císařství. 
- 1. Napoléon Joseph Ney, 2. kníže moskevský (1803–1857), francouzský pair 1831, brigádní generál a senátor 1852
- 2. Michel Louis Félix Ney, 2. vévoda d'Elchingen (1804–1854), poslanec Národního shromáždění 1846–1848, brigádní generál 1854, zemřel za krymské války na choleru
- 3. Eugène Michel hrabě Ney (1808–1845), diplomat, spisovatel
- 4. Napoléon Henri Edgar Ney, 3. kníže moskevský (1812–1882), generální pobočník Napoleona III. 1856, divizní generál a senátor 1864, nejvyšší štolba Francouzského císařství 1866–1870

## Galerie

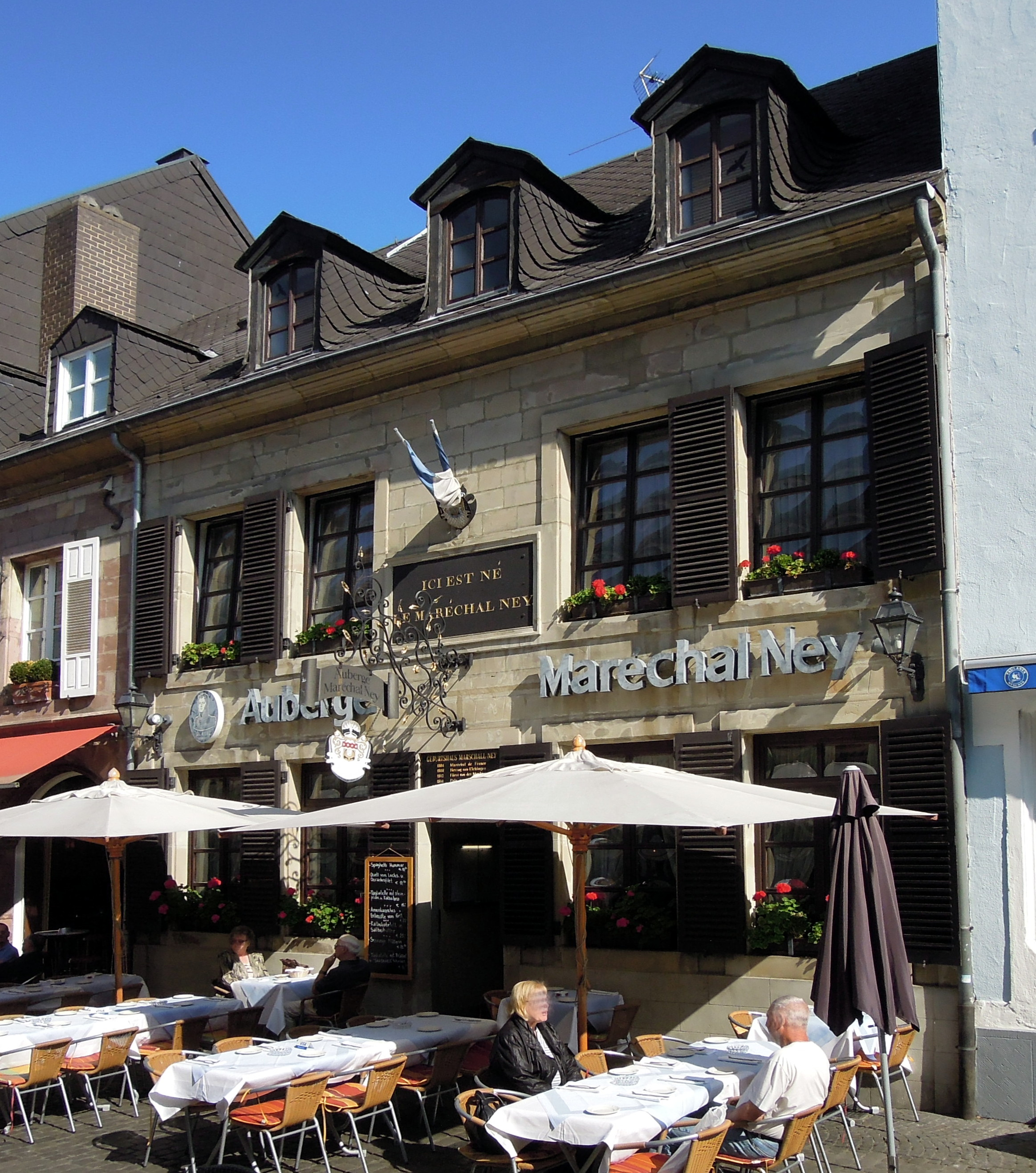
Neyův rodný dům na Bierstraße (Pivní ulice) č.  13, Saarlouis, Sársko
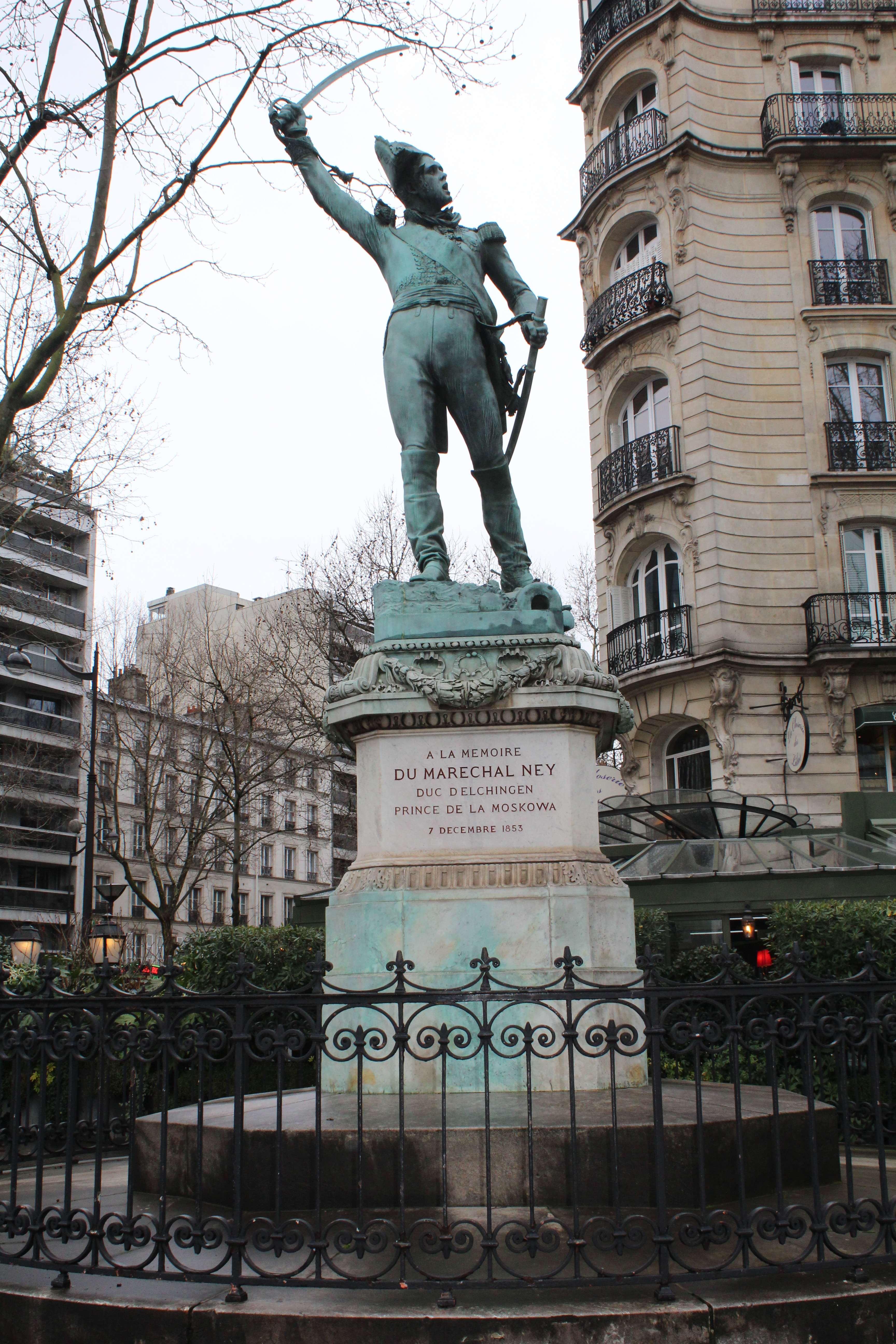
Pomník maršála Neye v Paříži, 6. obvod, Avenue de l'Observatoire
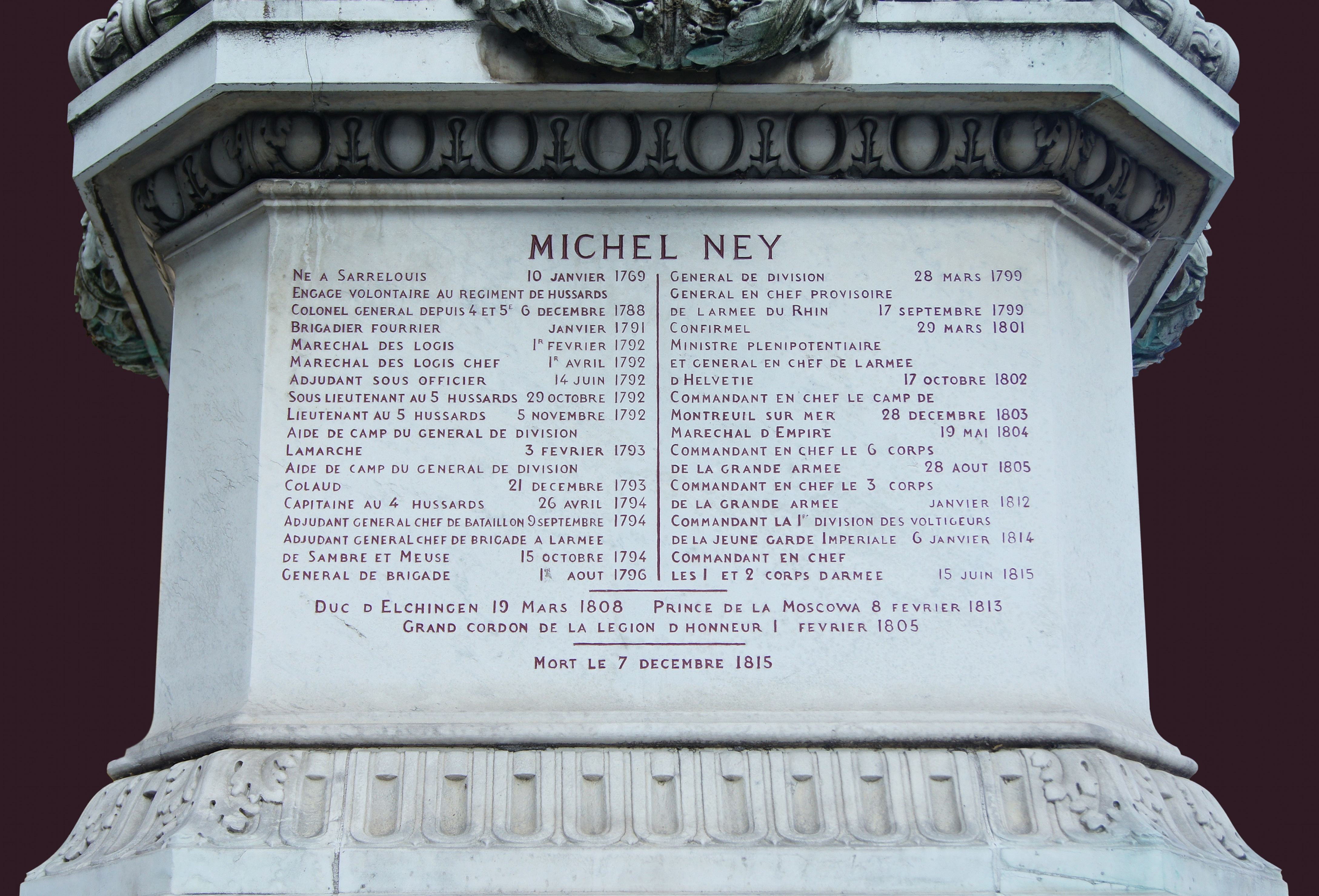
Životopis maršála Neye na pomníku v 6. obvodu Paříže
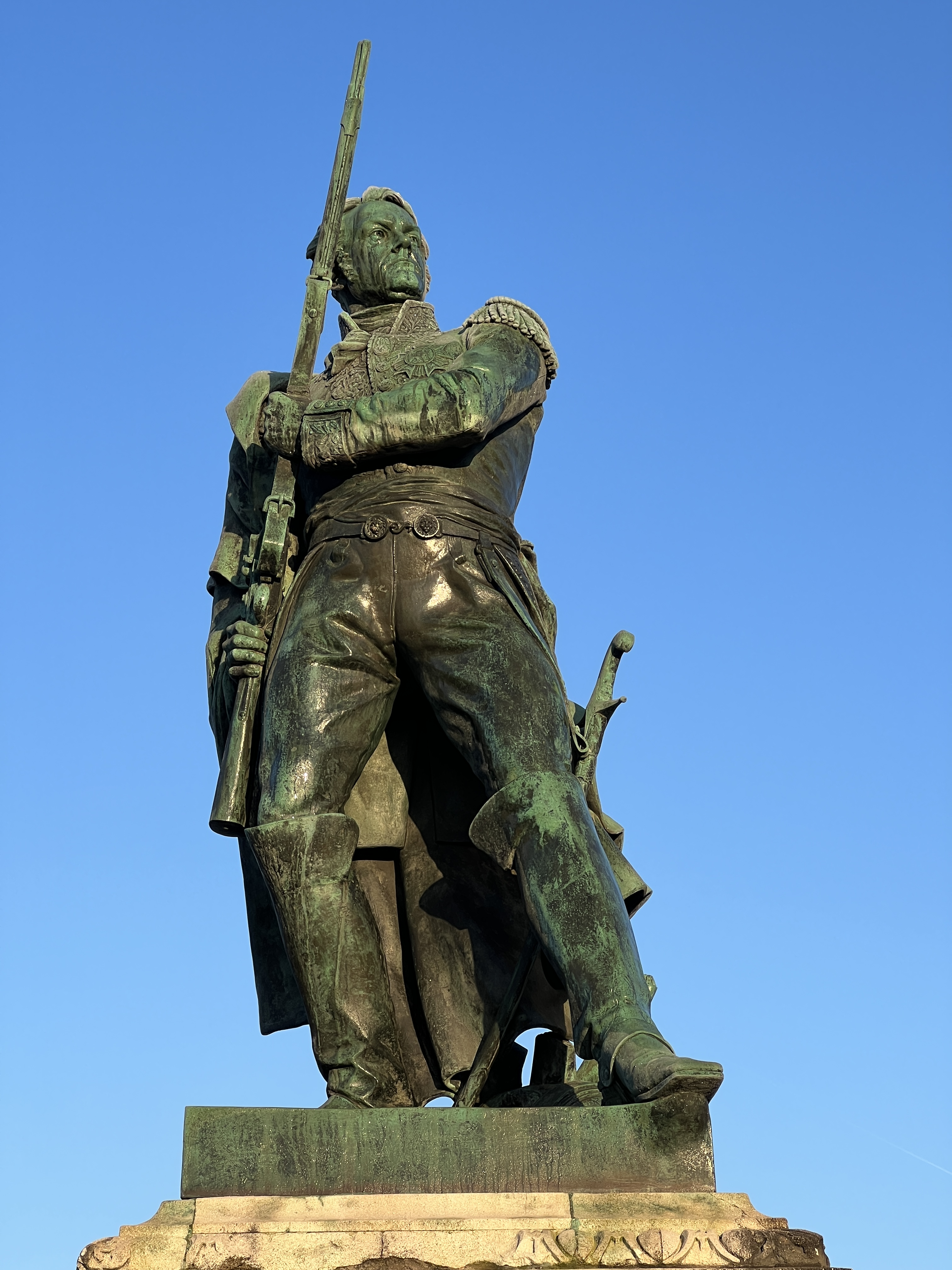
Pomník maršála Neye v Métách, Lotrinsko
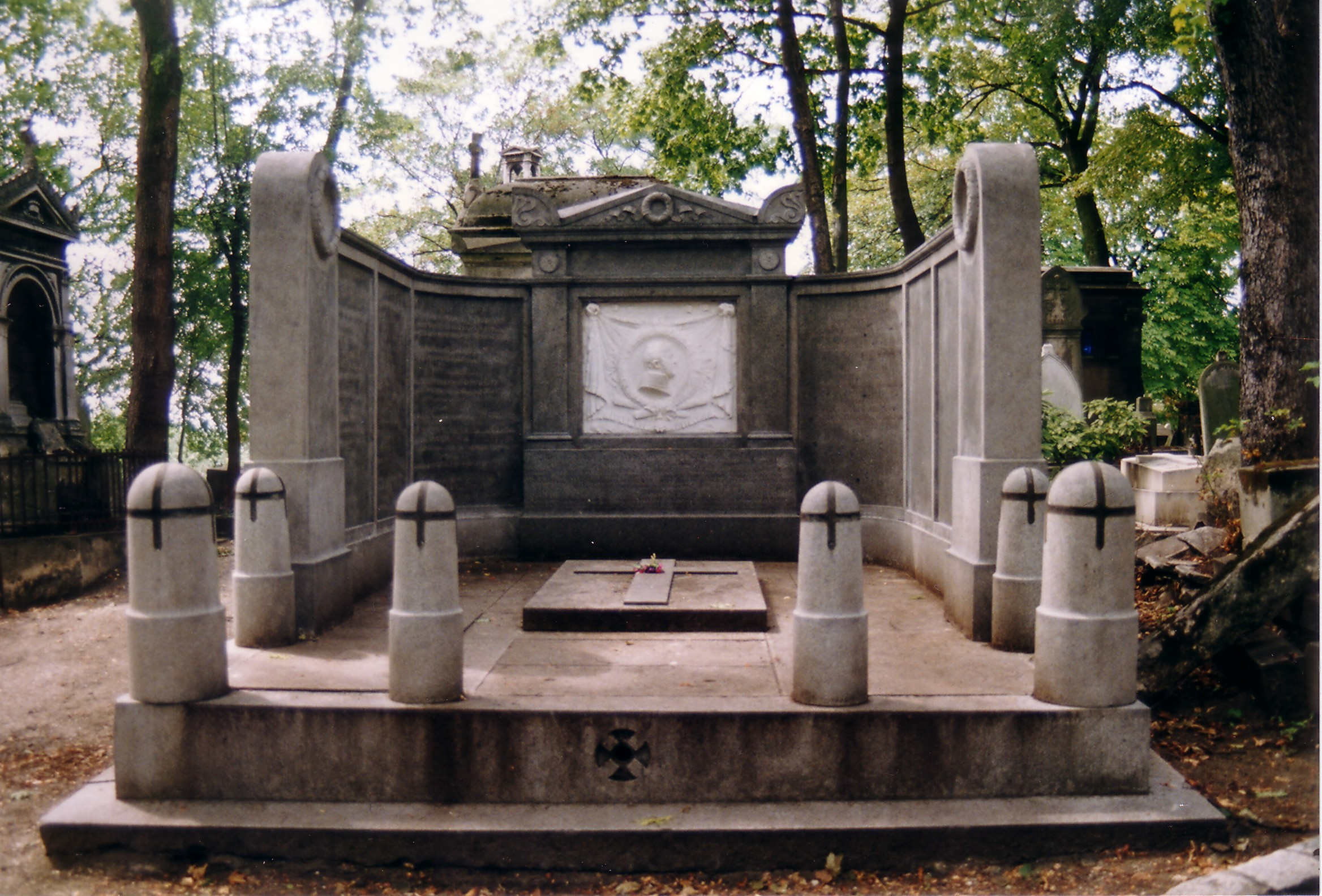
Neyův hrob na pařížském hřbitově Père Lachaise
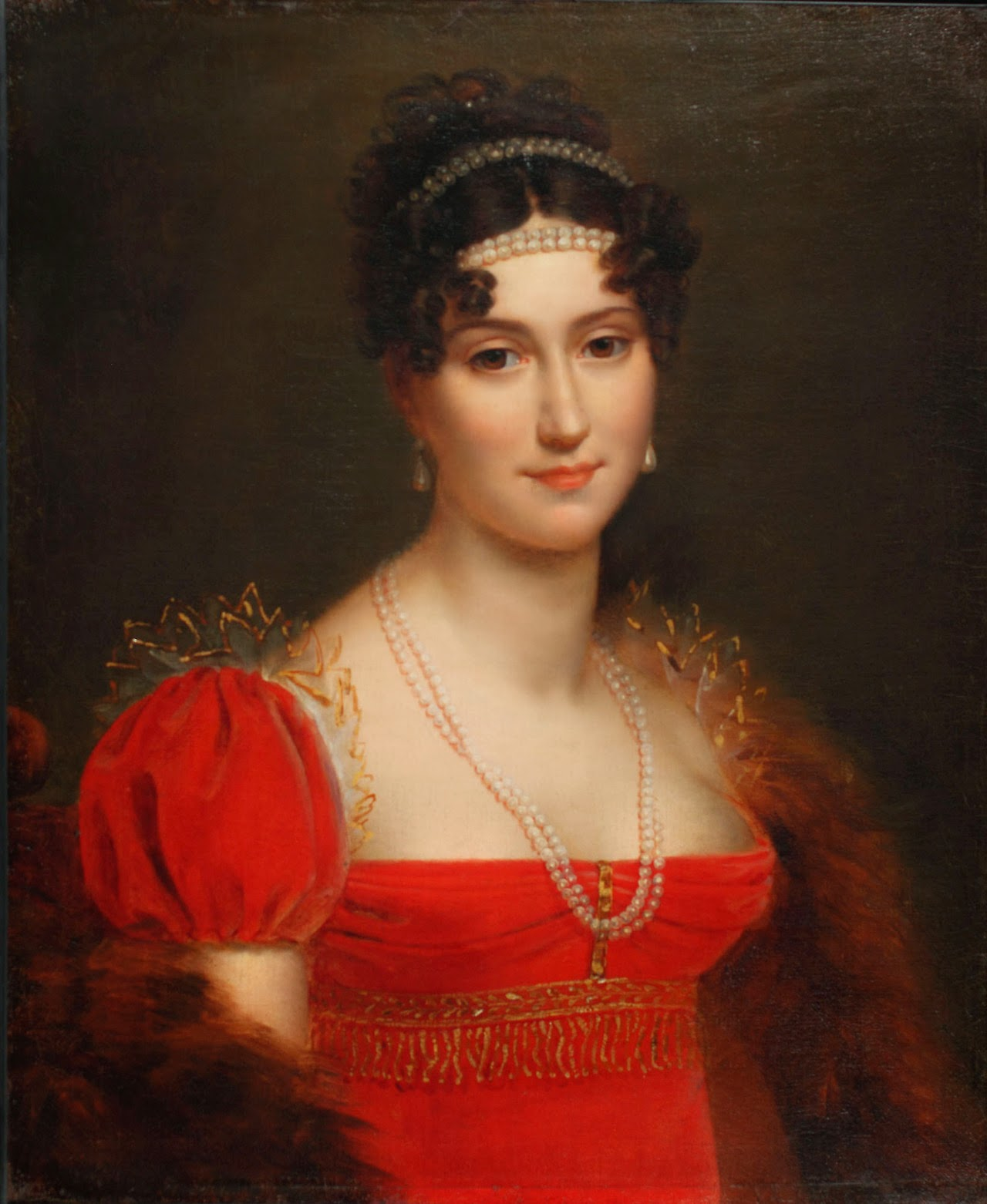
Neyova manželka Aglaé Louise